# Jean-Louis Primas
Pour les articles homonymes, voir Primas.
Jean-Louis Primas, dit « le Lorientais », né le 17 octobre 1911 à Lanester (Morbihan), garçon épicier, militant du PCF, résistant FTP, ancien combattant des Brigades internationales, fusillé le 7 septembre 1943 au Mont-Valérien.

## Biographie
Il est l'un des créateurs du Front national à Lanester avec Albert Le Bail, ouvrier chauffagiste, militant syndical, militant du PCF. Il est syndicaliste à la CGTU dans le Morbihan.
Il est l'un des créateurs des FTP dont le commandant en chef est Charles Tillon. 
Au printemps 1942, des actions de plus en plus nombreuses visent les occupants et les collaborateurs. Dès février, c'est une cuve à mazout qui est incendiée au Priatec à Lorient. Les sources d’énergie électrique et les lignes électriques sont des cibles privilégiées; de mars à juin sautent transformateurs, répartiteurs et pylônes, par exemple au Rest-Scouhel, à Caudan. Le groupe de Jean-Louis Primas s'en prend aussi en septembre aux locaux des mouvements collaborationnistes Francisme et Légion tricolore (nouvelle appellation de la LVF) et aux renseignements généraux à Lorient. Au mois d'août 1942, Jean-Louis Primas est envoyé à Brest pour abattre un policier collaborateur qui a arrêté un résistant qui vient d'être condamné à mort. Le policier est blessé de trois balles.
Il fera l'objet de 47 motifs d'inculpation. Une équipe spéciale de la police vichyste de Brest avait juré de le tuer à coups de nerf-de-bœuf.
Il est arrêté à Nantes par 9 policiers français armés, il est amené à Doullans et est atrocement torturé. Interné à Fresnes (94). Condamné à mort par le conseil de guerre allemand de Paris pour 57 chefs d'accusation. Il est fusillé dans la clairière du fort du Mont-Valérien à Suresnes le 17 septembre 1943 avec 18 autres militants ayant comme lui appartenu à l'organisation communiste clandestine brestoise.

## Décorations
- Chevalier de la Légion d'honneur à titre posthume (28 avril 1959)[3]
- Médaille de la Résistance française par décret du 28 avril 1959[4]